# Мятисский 1-й наслег
Мятисский 1-й наслег — сельское поселение в Среднеколымском улусе Якутии Российской Федерации.
Административный центр — село Сылгы-Ытар.

## География
Территория наслега вытянулась вдоль реки Колымы. Граничит с севера с Сень-Кюельским наслегом, с юго-запада — с Байдинским наслегом, с востока и юго-востока — с Берёзовским наслегом Среднеколымского улуса Якутии. Множество озёр, крупнейшие: Ружникова, Чёхчёнгёлёх, Дырын-Эбе, Ламы, Кёпёхтёх, Улах.

## История
Статус и границы сельского поселения установлены Законом Республики Саха (Якутия) от 30 ноября 2004 года N 173-З N 353-III «Об установлении границ и о наделении статусом городского и сельского поселений муниципальных образований Республики Саха (Якутия)».

## Население
| 2002 | 2007 | 2010 | 2011 | 2012 | 2013 | 2014 |
| ---- | ---- | ---- | ---- | ---- | ---- | ---- |
| 648  | ↘561 | ↘522 | ↗523 | ↘515 | ↘498 | ↘475 |
| 2015 | 2016 | 2017 | 2018 | 2019 | 2020 | 2021 |
| ↘462 | ↗466 | →466 | ↗479 | ↘462 | ↘434 | ↗440 |

## Состав сельского поселения
| № | Населённый пункт | Тип населённого пункта       | Население |
| - | ---------------- | ---------------------------- | --------- |
| 1 | Сылгы-Ытар       | село, административный центр | ↗440      |